# 熊本北バイパス

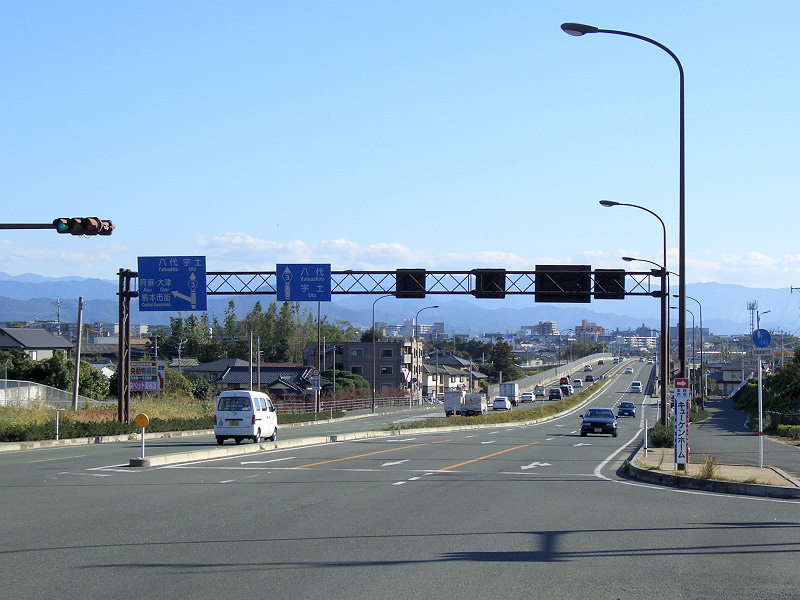
熊本市北区龍田陳内

熊本北バイパス（くまもときたバイパス）は、熊本県熊本市及び合志市を走る国道3号のバイパス道路。熊本都市圏の環状道路機能を果たし、地域高規格道路である熊本環状道路の一部を形成する。国道3号（熊本市北区四方寄町）と国道57号（熊本東バイパス）（熊本市東区新南部4丁目）を接続する延長7.6 kmの道路である。
1973年（昭和48年）度に事業に着手して1985年（昭和60年）度に着工した。
2015年（平成27年）3月28日に熊本市北区四方寄町の国道3号から須屋高架橋までの1.8 km区間の開通（暫定2車線）により、全線開通した。
また、2023年（令和5年）2月5日には植木バイパスの下硯川IC入口交差点 - 四方寄南交差点の暫定2車線開通と合わせて、四方寄南交差点から須屋高架橋までの1.8 km区間が4車線化されている。

## 周辺情報
施設
- 熊本市消防局北消防署本庁
- 熊本市立北部東小学校
- 菊南温泉（菊南温泉ユウベルホテル）
- 新須屋駅（熊本電鉄菊池線）
- サンリブ清水店
- 熊本県立熊本北高等学校
- 熊本市立龍田西小学校
- 竜田口駅（JR九州豊肥本線）
- 熊本市消防局東消防署託麻出張所
- 九州地方整備局熊本河川国道事務所

河川・湖畔
- 白川

## 交差する道路
| 交差する道路                                | 交差する道路                                | 交差する場所 | 交差する場所 | 交差する場所 | 北九州から (km) |
| ------------------------------------------- | ------------------------------------------- | ------------ | ------------ | ------------ | --------------- |
| 国道3号（植木バイパス）                     |                                             |              |              |              |                 |
| 国道3号（現道） ← 熊本市街 / 鳥栖・久留米 → | 国道3号（現道） ← 熊本市街 / 鳥栖・久留米 → | 熊本市 北区  | 熊本市 北区  |              |                 |
| 国道387号 県道37号熊本菊鹿線                | 国道387号                                   | 合志市       | 合志市       |              |                 |
| 県道49号熊本大津線                          | 県道49号熊本大津線                          | 熊本市       | 北区         |              |                 |
| 県道231号託麻北部線                         |                                             | 熊本市       | 北区         | 麻生田       |                 |
| -                                           | 県道231号託麻北部線                         | 熊本市       | 北区         | 岩倉         |                 |
| 県道337号熊本菊陽線                         | 県道337号熊本菊陽線                         | 熊本市       | 北区         | 陳内西       |                 |
| 県道145号瀬田熊本線                         | 県道145号瀬田熊本線                         | 熊本市       | 東区         | 新南部五丁目 |                 |
| -                                           | 国道57号（熊本東バイパス）                  | 熊本市       | 東区         | 新南部       |                 |
| 国道57号（熊本東バイパス）八代・熊本港方面  |                                             |              |              |              |                 |

## 主な橋梁

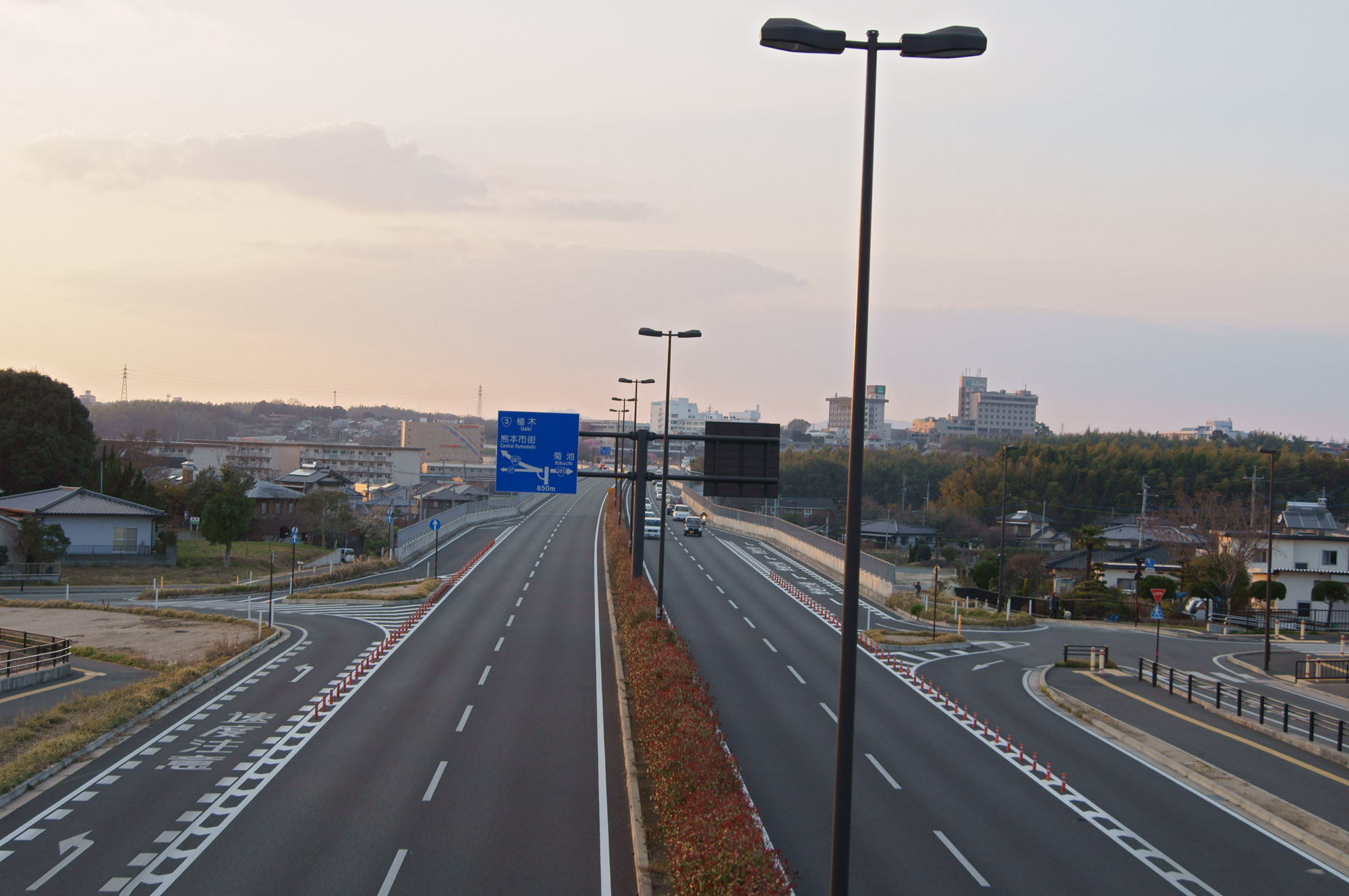
新須屋付近から387号線の接続地点側を望む。接続地点付近が須屋高架橋となる。（全線開通前）

- 葉山大橋
- 須屋高架橋
- 龍田高架橋
- 龍田大橋 - 白川に架かる橋である。

#### 広報資料・プレスリリースなど一次資料
1. ↑  国道3号 熊本北バイパス（四方寄～須屋）開通のお知らせ (PDF) （平成27年2月5日 熊本河川国道事務所）